# Meine Mutter ist unmöglich
Meine Mutter ist unmöglich ist ein deutscher Fernsehfilm von Jurij Neumann aus dem Jahr 2018 und beruht auf einer wahren Begebenheit. Es ist der erste Teil des Filmreihe Meine Mutter … mit Diana Amft, Stephan Luca und Margarita Broich in den Hauptrollen.

## Handlung
Durch ein Versehen verliert das Sternerestaurant „Kupferkanne“ in Köln bei der neuen Ausgabe eines einflussreichen Gourmetführers seinen Michelin-Stern. Dagegen wird einem kleinen Landlokal in der Eifel mit dem Namen „Kupferkanne“ ein Stern verliehen. Für den begabten Sternekoch Rufus van Berg ist das eine Katastrophe, denn sofort brechen seine Umsätze ein, Gäste bleiben aus und der Vermieter droht mit Kündigung. 
Doch auch in der Eifel ist Wirtin Toni nicht so recht glücklich mit dem plötzlich eintretenden Boom. Bisher gab es bei ihr eine einfache regionale Küche mit Stammgästen und Fernfahrern als Hauptkundschaft, jetzt finden sich immer mehr arrogante und verwöhnte Städter ein, denen sie es oft nicht recht machen kann. Auch wenn sich ihre Mutter Adelheid über die gestiegenen Umsätze freut, will Toni so nicht weitermachen. Kurzerhand macht sie sich auf den Weg zum Verlag des Gourmetführers und will die Rücknahme ihres Sterns fordern. 
Zeitgleich hat auch Rufus dieses Anliegen im umgekehrten Sinn für sein Restaurant, doch der Verleger sieht derzeit keine Möglichkeit, dieses Versehen zeitnah in Ordnung zu bringen. Die Bücher sind gedruckt und erst bei der nächsten Ausgabe könne er dies ändern. Toni und Rufus lernen sich hier nun kennen, doch steht auch dies unter keinem guten Stern, denn Toni ist derart abweisend und wütend über die ganze Situation, dass sie am Ende nicht nur einen Strafzettel für falsches Parken bekommt, sondern auch noch Rufus’ Auto rammt. Rufus wiederum benimmt sich Toni gegenüber zwar recht arrogant, aber am Ende imponiert ihm dann doch ihr resolutes Auftreten bei dem Verleger. 
Da er sich mit ihr zusammen einen effektiveren Kampf für die Rückgabe seines Sterns erhofft, macht er ihr ein „Friedensangebot“ und lädt sie und ihre Mutter in sein Lokal zum Essen ein. So lernt Toni den Spitzenkoch auch von seiner charmanten Seite kennen und ihre Mutter bändelt auch gleich mit dessen Maitre Ivo an. Bei einem Gegenbesuch von Rufus in Tonis Lokal kommt er gerade recht, um sie bei der Küchenarbeit zu unterstützen. 
Als Dankeschön nimmt sie ihn mit zu einem kleinen Ausritt. Hier gesteht ihr Rufus seinen eigentlichen Grund für sein Kommen. Seine PR-Beraterin hatte vorgeschlagen, dass die beiden in der TV-Kochshow „Topf und Pfanne“ kulinarisch gegeneinander antreten. So könnten sie werbe- und öffentlichkeitswirksam zeigen was sie können und die Verwechslung richtigstellen. Rufus würde seine Gäste wieder zurückgewinnen und Toni wäre sie endlich wieder los. Sie lässt sich überzeugen, weiß aber nicht, dass es sich bei der Sendung um ein Duell-Format handelt und sie nicht mit- sondern gegeneinander kochen müssen. Rufus hat Bedenken, Toni, für die er mittlerweile zarte Gefühle entwickelt hat, vor laufender Kamera vorzuführen. Toni ahnt dies zwar, lässt sich aber überreden, nicht aufzugeben. Kaum dass die Show beginnt, muss Toni allerdings feststellen, dass ihr Auftritt tatsächlich zu einer einzigen Lachnummer wird. 
Enttäuscht fährt Toni zurück in ihre „Kupferkanne“ und auch Rufus ist am Ende nicht glücklich. Der Sieg in der Show hat den Investor seines Restaurants nicht beeindruckt und er hat hinter Rufus’ Rücken bereits einen neuen Betreiber organisiert. Mit einem neuen Konzept fährt Rufus zu Toni, die ihn eigentlich nicht wieder sehen wollte, nun aber doch über seinen Besuch erfreut ist. Gemeinsam betreiben sie Tonis „Kupferkanne“ als Cross-over zwischen Sterneküche und Hausmannskost. Beide sind glücklich und freuen sich auf die gemeinsame Zeit miteinander.

## Hintergrund
Meine Mutter ist unmöglich wurde im Auftrag von Degeto Film von der „Bantry Bay Productions“ produziert und vom 25. Oktober bis zum 27. November 2017 unter dem Arbeitstitel Sterne die vom Himmel fallen in Köln und Umgebung gedreht.

## Rezeption

### Einschaltquote
Die Erstausstrahlung der Meine Mutter ist unmöglich erfolgte am 18. Mai 2018 und wurde in Deutschland von 4,60 Millionen Zuschauern gesehen. Er erreichte einen Marktanteil von 16,5 Prozent für Das Erste.

### Kritiken
Rainer Tittelbach von Tittelbach.tv meinte: „Würde die Geschichte dieses ARD-Freitagfilms an ihrer Oberfläche – über die guten Schauspielerleistungen hinaus – besser funktionieren, wäre der stereotype Handlungsverlauf kein Problem. Aber die Hauptstory enthält wenig Aufregendes, die Nebenplots sind alles andere als originell, auch dramaturgisch ist das Ganze eher dünn. ‚Meine Mutter ist unmöglich‘ hängt unentschieden zwischen Komödie, Dramödie & Romanze. Das führt dazu, dass einige Szenen dem ‚Herzkino‘ im ZDF alle Ehre machen würden. Beziehungstechnisch gut ausgedacht ist dafür das Happy End.“
Für evangelisch.de urteilte Tilmann P. Gangloff: „Die Handlung bewegt sich in erwartbaren Bahnen, und die Entwürfe der zentralen Figuren sind ebenso wenig überraschend wie ihre Interpretation durch die drei Hauptdarsteller.“ Als „störend“ empfand er dagegen „die unnötig dick aufgetragenen Entwürfe der weiteren Nebenfiguren.“ „Die Musik ist […] sehr passend, und zum romantischen Sternschnuppenschlussbild wird der Film auch optisch seinem Arbeitstitel [„Sterne die vom Himmel fallen“] gerecht.“
Sidney Schering von Quotenmeter.de schrieb: „Verwechslungskomödie, Kochspaß und Romantik: Aus diesen Zutaten mischen Jurij Neumann (Regie) und Christian Pfannenschmidt (Drehbuch) ein neues Filmvehikel für Diana Amft.“ „Inszenatorisch ist ‚Meine Mutter ist unmöglich‘ unambitioniert, aber auch nicht negativ auffallend. Das Skript kocht die obligatorischen Spannungen zwischen seinen Hauptfiguren zu Beginn des dritten Akts auf einfallslose Weise hoch. Die Musikauswahl ist funktional – im guten, wie im schlechten Wortsinne. Aber die Charakterisierung der kulinarischen Gegensätze ist, selbst wenn nicht sehr einsichtsvoll, charmant geraten und verrennt sich nicht zu sehr in Klischees.“
Die Kritiker der Fernsehzeitschrift TV Spielfilm gaben dem Film die beste Wertung (Daumen nach oben) und schrieben: „So bodenständig wie die gut getimten, zwischen schön trocken und gut gewürzt pendelnden Dialoge wird auch der Rest der leicht verdaulichen Screwballkomödie gekocht, großstädtische Schickeria durch den Kakao gezogen und die TV-Landschaft karikiert. Auch die Chemie zwischen den Stars stimmt.“